# 1074 до н. е.

## Події
- Ассирія: цар Ашшур-бел-кала сходить на трон.

### Астрономічні явища
- 8 березня. Повне сонячне затемнення.[1]
- 1 вересня. Кільцеподібне сонячне затемнення.[1]

## Померли
- Ашаред-апал-Екур, цар Ассирії
- Герігор, давньоєгипетський військовий та політичний діяч, верховний жрець Амона у Фівах